# جبهه دمکراتیک خلق عرب اهواز
جبهه دمکراتیک انقلابی خلق عرب اهواز به اختصار ADPF معروف به خلق عرب حزبی سیاسی فعال در انگلستان به رهبری محمود مزرعه است که خواستار خود مختاری استان خوزستان و شهروندان عرب آن منطقه است. پیشینهٔ فعالیت‌های این خلق به اوایل انقلاب ایران می‌رسد.

## تاریخچه
در فاصله سال‌های ۱۳۴۰ تا ۱۳۵۴، سال‌های تنش‌های مرزی میان ایران و عراق که در خلال آن تحرکات پان عربی درخوزستان بخشی از عملیات ایذایی عراق به‌شمار می‌آمد، توافق‌نامه ۱۹۷۵ الجزایر میان دو کشور باعث فروکش کردن این تحرکات شد. با انقلاب اسلامی و سقوط محمدرضا پهلوی، رژیم بعث از ضعف نیروهای نظامی و انتظامی ایران به منظور ایجاد تشکیلات منسجم برای فعالیت نظامی، اطلاعاتی و سیاسی استفاده کرد. بعد از پیروزی انقلاب، شیخ شبیر خاقانی از روحانیون معروف خرمشهر به‌دلیل اعلمیت در فقه و نفوذی که در عامه مردم داشت با‌وجود این که سابقه مبارزاتی قابل توجهی در دوران شاه نداشت تا حدود فراوانی توانست زمام امور منطقه را در دست گیرد. به دستور وی کلیه سرحدات مرزی خرمشهر اعم از زمینی و دریایی تا اطلاع ثانوی مسدود اعلام شد و کار کنترل مرزها به عشایر ساکن نوار مرزی خرمشهر محول گردید. وی همچنین طی حکمی سید هادی مزاری پور که بعدها از عمال رژیم بعث گردید وعبدالصاحب موسوی اصل را به عنوان مسئولین امنیت و حراست شهر و خطوط مرزی استان معرفی کرد. تحت پشتیبانی او ابتدا کمیته عرب‌ها تشکیل شد که بعد از مدت کوتاهی به مرکز مجاهدین عشایر تغییر نام داد و سرانجام به نام ستاد رزمندگان خلق عرب درآمد. این ستاد نیز در مدت کوتاهی به سازمان سیاسی خلق عرب معروف شد.
در آغاز شیخ شبیر خاقانی به‌دلیل نفوذ در میان مردم منطقه و دولتمردان وقت ایران، نقطه ثقلی شد برای حل و فصل مسائل منطقه ای و به همین جهت بود که در ۱۸ اسفند ۱۳۵۷ ملاقاتی بر سر رسیدگی به مسئله تشکیل خلق عرب ایران بین آیت الله خامنه ای، فرمانده لشکر خوزستان و شیخ شبیر در خرمشهر صورت گرفت. همچنین دولت موقت دریادار احمد مدنی فرمانده نیروی دریایی را با حفظ سمت در مقام استاندار خوزستان تعیین نمود. از سویی شیخ شبیر خاقانی در واکنش به دولت برای حفظ امنیت توسط نیروهای دولتی، به بهانه دخالت بی‌رویه کمیته‌های انقلاب، در دوم اردیبهشت ۱۳۵۸ با انتشار اعلامیه‌ای تهدید کرد که به عنوان اعتراض کشور را ترک خواهد کرد. این تصمیم با واکنش آیت الله خمینی به درخواست عدم ترک کشور توسط شیخ شبیر در شرایط بحرانی رو به رو شد.
به دنبال این تحولات مدنی، درگیری خرمشهر و دستور انحلال تمام کانون‌ها و کمیته‌ها از طرف استانداری، سازمان سیاسی خلق عرب بر ضد برنامه‌های استاندارد خوزستان واکنش نشان داد و اعلام کردند هیچ مقامی نمی‌تواند آنان را منحل کنند. فرزند شیخ شبیر نیز از طرف او اعلام کرد کانون‌هایی که موجب اخلال هستند باید منحل شوند ونه کانون‌هایی که فعالیت سیاسی و فرهنگی دارند. درنهایت پس از پشتیبانی‌های داخلی و خارجی در باب خلع سلاح شدن مانند تحصن‌هایی که صورت گرفت و دیگر اتفاقات، شیخ شبیر خاقانی ابتدا به اهواز و سپس به قم اعزام شد و با انتشار اعلامیه‌ای در ۳۰ تیر برائت خودش را از تجزیه طلبان اعلام نمود. با رفتن شیخ این غائله به پایان رسید اما این حرکت در خلال یورش نیروهای نظامی عراق به ایران در شهریور ۱۳۵۹ از حالت پنهانی خارج شده به بخشی از عملیات نظامی عراق تبدیل گردید.

## تأسیس
«الجبهه الدیمقراطیه الشعبیه للشعب العربی الاحوازی»، یکی از گروه‌های جدایی طلب عرب به‌شمار می‌رود که بیشتر به نام قدیم خود «جبهه دموکراتیکِ خلق عرب» شناخته می‌شود. دبیرکُل آن «محمود مزرعه» معروف به «صالح ابوشریف» همراه با دیگر اعضای شورای مرکزی شاکر خانجی، جمال عبیداوی، موسی سواری و عیسی آلیاسین در کانادا استقرار دارند. این تشکیلات دارای دو سایت اینترنتی بوده که از این طریق اقدام به صدور بیانیه، اطلاعیه و… علیه جمهوری اسلامی ایران می‌نماید. محدودهٔ فعالیت این گروهک در کانادا، هلند، بلژیک، ترکیه و سوریه است.

### انشعابات
- جبههٔ دموکراتیک خلق عرب احواز شاخه سوریه

در سال ۱۳۷۸ طاهر مزرعه، برادر صلاح پس از خروج از کشور و فعالیت در ترکیه، سپس به سوریه رفته و به‌عنوان مسئول جبهه دمکراتیک خلق عرب احواز شاخه سوریه فعالیت تجزیه‌طلبانه خود را ادامه می‌دهد.

## منازعات و حملات مسلحانه

### اوایل انقلاب
در ابتدای انقلاب سال ۱۳۵۷ میان سازمان سیاسی خلق عرب با نیروهای سپاه و نظامی نوپا در جمهوری اسلامی بیش از سه ماه درگیری رخ داد که مهم‌ترین آنها به این شرح است:
- تقاضای خودمختاری هیئت نمایندگی عرب‌زبان در خوزستان از دولت (هفتم اردیبهشت ۱۳۵۸)، انتشار اطلاعیه سازمان‌ها و کانون‌های «خلق عرب» در پشتیبانی از آیت‌الله شبیر خاقانی و درخواست عزل فوری مدنی از سِمت استانداری خوزستان (۱۲ اردیبهشت ۱۳۵۸)،
- دیدار گروهی تحت عنوان «نمایندگان خلق عرب مسلمان ایران» با نخست‌وزیر در تهران و تسلیم خواسته‌هایی از قبیل اعتراف به ملیت خلق عرب ایران، تشکیل مجلس محلی در منطقه خودمختار، مشارکت در مجلس و دولت، تأسیس دانشگاه و دادگاه‌های عربی، به رسمیت شناختن زبان عربی در منطقه، آزادی بیان، ایجاد رادیو و تلویزیون مسقل محلی به زبان عربی (دوم خرداد ۱۳۵۸)،
- حمله دو عضو خلق عرب به گمرک خرمشهر و به کشته شدن دو عضو سپاه پاسداران (هشتم خرداد ۱۳۵۸)،
- آغاز درگیری مسلحانه در خرمشهر با شلیک پیاپی سرنشینان یک پیکان سواری در ساعت چهار صبح؛ سنگربندی اعضای سازمان سیاسی خلق عرب در خیابان‌ها؛ حمله به ساختمان شهربانی؛ اعلام وضعیت فوق‌العاده؛ حمله به پاسگاه‌های مرزی، نیروی دریایی و اداره بندر؛ ایجاد آتش‌سوزی‌های متعدد، تصرف مراکز مختلف و بازپس‌گیری آنها؛ منع عبور و مرور از ساعت ۱۰ شب، بُروز اغتشاش و درگیری در آبادان و اهواز هم‌زمان با وقوع درگیری در خرمشهر[۷]

. تحرکات نظامی نیروهای عراقی در نزدیکی مرز همزمان با اوج درگیری در خوزستان (نهم خرداد ۱۳۵۸)،
- ادامه تعطیلی ادارات دولتی، مدارس و بازار برای چهارمین روز متوالی؛ دومین روز تحصن در مسجد امام صادق؛ قطع برق شهر، آرامش نسبی در خرمشهر؛ کشف تعدادی اسلحه سرد و گرم توسط سپاه و مراقبت از مرزها (۱۲ خرداد ۱۳۵۸)،
- حمله به انبار مخابرات خرمشهر و به آتش کشیدن آن، آتش زدن خانه‌های اداره بندر و پرتاب نارنجک و بمب دستی به داخل خانه‌ها (۳۰ خرداد ۱۳۵۸)،
- ادامه انفجارات در خوزستان ازجمله انفجار مهیب در لوله‌های نفت در پنج کیلومتری بندر ماهشهر و قطع خطوط نفت امیدیه، آغاجاری و رکورد آبادان؛ شلیک موشک آرپیجی۷ به پاسگاه مرزی سعیدیه و انهدام ساختمان پاسگاه و تیراندازی با سلاح‌های کالیبر کوچک و زخمی شدن تعدادی از کارکنان (۱۶ تیر ۱۳۵۸)

### سالهای بعد از انقلاب
به دنبال تیراندازی راکبان موتور سوار به پاسگاه ایست و بازرسی نیروی انتظامی ملاشیه در ۲۶ فروردین ماه ۱۳۹۰، جانشین فرمانده نیروی انتظامی استان خوزستان از دستگیری هشت نفر اعضای گروه خلق عرب در ارتباط با کشتن سه تن از شهروندان اهوازی و رویداد تیراندازی روز پنجشنبه، ۱ اردیبهشت خبر داد.